# 線上遊戲的老婆不可能是女生？
《線上遊戲的老婆不可能是女生？》是聽貓芝居所作的日本輕小說作品，插圖由Hisasi繪畫，由ASCII Media Works出版，中文版則由台灣角川發行。2015年8月7日宣佈改編為電視動畫，2016年4月至6月播放全12集。

## 故事簡介
就讀縣立前崎高中的主角西村英騎是網絡遊戲《传奇时代》（Legendary Age ，簡稱LA）的玩家，由於曾在遊戲中告白，但被對方告知是假冒女生的人妖，而對此有陰影，並堅持把遊戲和現實分得清清楚楚。有一天竟被網絡遊戲中的女玩家玉置亞子告白了，雖然在遊戲中接受了亞子的表白而結婚，但仍然不敢確信亞子在現實中是女生。直到有一天，盧西安所屬四人公會「後巷貓（Alley Cats）」（後巷貓公會）的會長決定舉行線下聚會，結果英騎發現公會內四人竟然全是同高中的學生，且自己以外的三人、包括亞子、公會會長御聖院杏（LA內名稱：亞普力克）、會員瀬川茜（LA內名稱：修凡）都是可愛的女孩子。
但是，亞子是一個無法區別現實與遊戲、將兩者重度混淆的患者，她會在現實世界做出遊戲內的行為：包括以遊戲暱稱稱呼別人，認定英騎是自己現實中的丈夫，以及「使用技能」等等。為了讓亞子能夠恢復正常，眾人成立了「現代通信電子遊戲社」（即是網遊社），他們的遊戲生活就此延續至學校。

## 登場角色

### 主要人物
西村英騎（聲：豐永利行）
本作男主角。小說中的第一人稱敘事者。前崎高中1年級生。在傳奇時代（簡稱LA）中是防具至上主義的鎧甲騎士盧西安（ルシアン），公會中的坦克。由於在LA中告白遭拒、並得知對方是網路人妖，因此將網路世界與現實世界區分得很清楚。但在公會舉辦聚會並遇見真實世界的亞子後，漸漸地喜歡上她。在LA以外是個御宅族。
玉置亞子（聲：日高里菜）
本作女主角。西村的同學。前崎高中1年級生。具有嚴重的家裡蹲傾向和遊戲成癮，完全無法分辨網路遊戲與現實世界的區別。在LA中以本名亞子（アコ）做為角色暱稱，是外觀至上主義的牧師，經常穿著外觀可愛但實用性低的裝備。與遊戲中的盧西安是夫妻。在現實中、會以遊戲角色暱稱稱呼他人，有溝通和社交方面的障礙。曾經拒絕與西村交往，因為不想從夫妻降級到情侶。

### 縣立前崎高中
瀨川茜（聲：水瀨祈）
前崎高中1年級生。西村的同學。個子嬌小的金髮雙馬尾女孩。在現實中極度厭惡御宅族，但事實上也是網路遊戲玩家。在LA中是持劍的男性角色修凡（ 配音-松風雅也），攻擊至上主義的劍舞者。她在現實中人際關係優秀、相當受歡迎，但拒絕了所有的告白，只因為戀愛會讓玩遊戲的時間變少。她嚮往男人之間的友情，但並不是腐女，喜歡西村。
御聖院杏（聲：M·A·O）
前崎高中2年級生。前崎高中學生會會長，同時也是公會會長。外表亮麗、成績優秀、收入優渥。因為不善交際，所以沒有除了公會成員以外的朋友。在LA中是付費至上主義的男性魔法使亞普力可（ 配音-羽多野涉），在遊戲或現實中面對問題時、大部分都會以錢來解決。但遊戲技巧非常差，若不使用付費道具、則實力遠遜於亞子，喜歡西村。
秋山奈奈子（聲：大和田仁美）
前崎高中1年級生。PTA自治聯盟會長的孫女。人際關係相當好。在LA中是輕鬆玩至上主義的女性召喚師瑟蒂（セッテ）。她是茜的好友，在發現茜是線上遊戲玩家的事後、幫她保守秘密，並在之後也一起成為玩家並加入社團。
小說第十三卷參加學生會長競選，敗給高石涼香，但受御聖院杏之委託接任現代通信電子遊戲部社長，喜歡西村。
齊藤結衣（聲：南條愛乃）
前崎高中的老師，西村的班導師，指導科目為現代國文，戴眼鏡的女性，是電子遊戲社的顧問。在LA中是等級相當高的紅衣主教貓姬（猫姫），擁有大量狂熱擁護者。是西村第一次在LA中告白的對象，被杏抓到此把柄後接下顧問一職。
雙葉美柑
小說第十卷登場。前崎高中的新入學生，就讀一年五班，瑞姬的朋友與同學，與西村英騎一起值班的圖書委員。原要加入現代通信電子遊戲部，但自己認為目前贏不過亞子，要等到自己可以贏過亞子才要加入社團。對傳奇時代的遊戲理解相當快。
小說第16卷加入現代通信電子遊戲部。在LA中是弓箭手蜜柑。
高石涼香
小說第十卷登場。前崎高中的新入學生，就讀一年五班，瑞姬的朋友與同學。因憧憬學生會及會長而要加入學生會，卻誤入現代通信電子遊戲部，發現課金的程度後隨即跑了。
小說第十三卷參加學生會長競選，擊敗秋山奈奈子而成為新任學生會長。

### 主要人物的家族
西村瑞姬（聲：飯塚麻結）
英騎的妹妹。重度兄控。在LA中是一名武僧巧巧（シュシュ），屬於單打獨鬥型玩家。
小說第16卷加入現代通信電子遊戲部。
亞子的母親（聲：高本惠）
亞子的母親，有著跟亞子如出一轍的容貌。經常從亞子口中聽到英騎的事，因此對於英騎有好感，在英騎初次到家裡拜訪時放心的把亞子房間的鑰匙交給英騎。
嫉妒心強，當丈夫收到其他女性（包含亞子）送的情人節巧克力時會變得非常恐怖。
亞子的父親
上班族，長相英俊。經常從亞子口中得知英騎的事。在英騎眼中，是玉置家中最正常的人。
御聖院時宗
杏的伯公。前崎高中的理事長。
已把實務交由自己侄子（杏的父親）打理。自稱是個掛名的理事長。
年輕時，曾經闖入自己妻子與相親對象的相親會場，並且將她帶走。本人至今對此事感到相當自豪。因此對突然闖入的英騎不加責備，反而十分欣賞。
英騎的母親
全名為西村有希。英騎與瑞姬的母親，是一名身形嬌小的女性。
有严重的沟痛障碍症、爱操心、個性迷糊，可是一旦决定要做的事就绝对会做到。

### LA玩家
†黑之魔法師†（聲：遊佐浩二）
LA的大公會「The•MilkyWay」（TMW）的公會長。網遊廢人。與盧西安交情良好。
†克勞德†（聲：山下誠一郎）
公會「貓姬親衛隊」的首領。樣子和裝扮酷似《最終幻想VII》的主角克勞德，連使用的武器和名字也相同。
巴兹（聲：增田俊樹）
公會「華倫斯坦」會長，實力相當高。另有一能力較弱之分身帳號「巴索」。

## 出版書籍

### 輕小說
| 集數 | ASCII Media Works | ASCII Media Works      | 台灣角川       | 台灣角川               |
| 集數 | 發售日期          | ISBN                   | 發售日期       | ISBN                   |
| ---- | ----------------- | ---------------------- | -------------- | ---------------------- |
| 1    | 2013年7月10日     | ISBN 978-4-04-891799-5 | 2014年4月19日  | ISBN 978-986-325-898-8 |
| 2    | 2013年10月10日    | ISBN 978-4-04-866030-3 | 2014年9月24日  | ISBN 978-986-366-118-4 |
| 3    | 2014年2月8日      | ISBN 978-4-04-866332-8 | 2015年1月8日   | ISBN 978-986-366-299-0 |
| 4    | 2014年5月10日     | ISBN 978-4-04-866572-8 | 2015年5月22日  | ISBN 978-986-366-501-4 |
| 5    | 2014年8月9日      | ISBN 978-4-04-866780-7 | 2015年8月6日   | ISBN 978-986-366-609-7 |
| 6    | 2014年12月10日    | ISBN 978-4-04-869090-4 | 2015年12月23日 | ISBN 978-986-366-875-6 |
| 7    | 2015年4月10日     | ISBN 978-4-04-865065-6 | 2016年4月27日  | ISBN 978-986-473-025-4 |
| 8    | 2015年8月8日      | ISBN 978-4-04-865340-4 | 2016年8月11日  | ISBN 978-986-473-230-2 |
| 9    | 2015年12月10日    | ISBN 978-4-04-865587-3 | 2016年12月15日 | ISBN 978-986-473-423-8 |
| 10   | 2016年4月10日     | ISBN 978-4-04-865914-7 | 2017年11月8日  | ISBN 978-986-473-982-0 |
| 11   | 2016年6月10日     | ISBN 978-4-04-865956-7 | 2018年9月20日  | ISBN 978-986-564-425-3 |
| 12   | 2016年10月8日     | ISBN 978-4-04-892452-8 | 2018年9月20日  | ISBN 978-986-564-426-0 |
| 13   | 2017年2月10日     | ISBN 978-4-04-892664-5 | 2019年4月29日  | ISBN 978-957-564-844-2 |
| 14   | 2017年6月9日      | ISBN 978-4-04-892952-3 | 2019年4月29日  | ISBN 978-957-564-845-9 |
| 15   | 2017年10月7日     | ISBN 978-4-04-893401-5 | 2020年2月27日  | ISBN 978-957-743-537-8 |
| 16   | 2018年2月10日     | ISBN 978-4-04-893615-6 | 2020年2月27日  | ISBN 978-957-743-538-5 |
| 17   | 2018年6月9日      | ISBN 978-4-04-893900-3 | 2025年3月19日  | ISBN 978-626-415-376-8 |
| 18   | 2018年11月10日    | ISBN 978-4-04-912098-1 | 2025年6月18日  |                        |
| 19   | 2019年4月10日     | ISBN 978-4-04-912460-6 |                |                        |
| 20   | 2019年9月10日     | ISBN 978-4-04-912799-7 |                |                        |
| 21   | 2020年4月10日     | ISBN 978-4-04-913182-6 |                |                        |
| 22   | 2023年11月10日    | ISBN 978-4-04-913582-4 |                |                        |
| 23   | 2023年12月8日     | ISBN 978-4-04-915142-8 |                |                        |

### 漫畫版
| 集數 | 角川書店       | 角川書店               | 台灣角川       | 台灣角川               |
| 集數 | 發售日期       | ISBN                   | 發售日期       | ISBN                   |
| ---- | -------------- | ---------------------- | -------------- | ---------------------- |
| 1    | 2015年3月10日  | ISBN 978-4-04-869365-3 | 2016年10月27日 | ISBN 978-986-473-362-0 |
| 2    | 2015年10月10日 | ISBN 978-4-04-865470-8 | 2017年1月12日  | ISBN 978-986-473-464-1 |
| 3    | 2016年4月9日   | ISBN 978-4-04-865918-5 | 2017年6月8日   | ISBN 978-986-473-739-0 |
| 4    | 2016年6月9日   | ISBN 978-4-04-865919-2 | 2017年7月17日  | ISBN 978-986-473-809-0 |
| 5    | 2017年2月10日  | ISBN 978-4-04-892703-1 | 2017年11月16日 | ISBN 978-986-473-986-8 |
| 6    | 2017年10月7日  | ISBN 978-4-04-893352-0 | 2018年11月7日  | ISBN 978-957-564-574-8 |
| 7    | 2018年3月10日  | ISBN 978-4-04-893731-3 | 2018年11月7日  | ISBN 978-957-564-575-5 |
| 8    | 2018年11月10日 | ISBN 978-4-04-912183-4 | 2019年6月6日   | ISBN 978-957-743-040-3 |

## 電視動畫
2016年4月7日開始播放電視動畫。除第九集以外之內容改編自原作小說第一集至第四集。

### 製作人員
- 原作：聽貓芝居
- 原作插畫：Hisasi
- 監督：柳伸亮
- 系列構成：高橋龍也
- 角色設計：矢野茜
- 道具設計：北山景子
- 怪物設計：神谷美也子
- 美術設定：佐南友理
- 美術監督：三宅昌和
- 色彩設計：舘繪美子
- 攝影監督：廣岡岳
- 編輯：齋藤朱里
- 音響監督：飯田里樹
- 音樂：井內舞子
- 音樂制作：NBCUniversal Entertainment
- 動畫製作：project No.9
- 製作：LA營運團隊

### 主題曲
片頭曲「1st Love Story」
作詞：藤林聖子，作曲、編曲：大久保薰，主唱：Luce Twinkle Wink☆
第1話作片尾曲使用、第4話作插入歌使用。
片尾曲
作詞、主唱：南條愛乃，作曲、編曲：橋本由香利
第12話作片尾曲使用。

### 各話列表
| 話數  | 日文標題 | 中文標題                         | 劇本     | 分鏡     | 演出              | 作畫監督 | 總作畫監督 | 改編原作小說 |
| ----- | -------- | -------------------------------- | -------- | -------- | ----------------- | --- | ---------- | ------------ |
| Lv.01 |          | 以為線上遊戲的老婆不可能是女生？ | 高橋龍也 | 柳伸亮   | 西片康人          | 城紀史、柳瀨讓二 | 矢野茜     | 第1卷        |
| Lv.02 |          | 以為在學校裡面不可能玩線上遊戲？ | 高橋龍也 | 永居慎平 | 永居慎平          | 森出剛、松原一之 | 茂木琢次   | 第1卷        |
| Lv.03 |          | 以為線上遊戲與現實不一樣？       | 高橋龍也 | 坂田純一 | 日下直義 勝亦祥視 | 野本正幸、佐佐木萌 | 矢野茜     | 第1卷        |
| Lv.04 |          | 以為那孩子的秘密沒被發現？       | 雜破業   | 三浦和也 | 三浦和也          | 能海智佳 | 茂木琢次   | 第2卷        |
| Lv.05 |          | 以為只要轉生就還有一次機會？     | 雜破業   | 永居慎平 | 日下直義 勝亦祥視 | 野本正幸、佐佐木萌 宮曉秀 | 矢野茜     | 第2卷        |
| Lv.06 |          | 以為告白後就一定能成功嗎？       | 高橋龍也 | 日下直義 | 鈴木輪流郎        | 大庭小枝、Han sung hui | 茂木琢次   | 第3卷        |
| Lv.07 |          | 以為去了海邊就能成為現充嗎？     | 雜破業   | 齋藤德明 | 篠崎康行          | 築山祥太、城紀史 | 矢野茜     | 第3卷        |
| Lv.08 |          | 以為放棄了線上遊戲的老公？       | 雜破業   | 坂田純一 | 三浦和也          | 能海知佳、上野卓志 櫻井司 | 茂木琢次   | 第3卷        |
| Lv.09 |          | 以為去借住一晚感情就能變好？     | 聽貓芝居 | 中山岳洋 | 淺見松雄          | 中西理惠、松原一之 向川原憲、柳考相 河原久美子、水澤智可                                                                                            | 矢野茜     | 原創         |
| Lv.10 |          | 以為辦文化祭就可以加油？         | 高橋龍也 | 日下直義 | 小野田雄亮        | 大庭小枝、Han sung hui Ahn hyou jeong、kim eun ha                                                                                                   | 茂木琢次   | 第4卷        |
| Lv.11 |          | 以為交給別人處理就能夠贏？       | 雜破業   | 岩田和也 | 岩田和也          | 森出剛、松原一之 築山祥太、福島豐明 柳孝相、 | 茂木琢次   | 第4卷        |
| Lv.12 |          | 線上遊戲的老婆是女孩子！         | 高橋龍也 | 坂田純一 | 藏本穗高          | 柳伸亮、中西理繪 小野陽子、谷拓也 津熊健德、日野貴史 野口孝行、八木元喜 柴田勝紀、服部憲治 吉岡敏幸、佐藤真里菜 夏瀨悠李、河原久美子 矢野茜、渡邊葵 | 矢野茜     | 第4卷        |

### 播放電視台
日本深夜動畫：下文記載的日本国内播放時間使用日本標準時間（UTC+9）表示。因為部分時間标识會採用30小时制，因此請留意这类超过24:00的时间，其實際播放時間為翌日清晨。
| 播放地區 | 播放電視台 | 播放日期              | 播放時間（UTC+9）         | 所屬聯播網 | 備註   |
| -------- | ---------- | --------------------- | ------------------------- | ---------- | ------ |
| 日本全國 | AT-X       | 2016年4月7日－6月23日 | 星期四 23時00分－23時30分 | 衛星電視   | 有重播 |
| 東京都   | TOKYO MX   | 2016年4月7日－6月23日 | 星期四 23時30分－24時00分 | 獨立UHF局  |        |
| 日本全國 | BS11       | 2016年4月7日－6月23日 | 星期四 24時30分－25時00分 | 衛星電視   |        |
| 兵庫縣   | SUN電視台  | 2016年4月7日－6月23日 | 星期四 26時00分－26時30分 |            |        |

### 藍光／DVD
| 卷數 | 發售日期       | 收錄話數       | 規格編號  | 規格編號  |
| 卷數 | 發售日期       | 收錄話數       | 藍光      | DVD       |
| ---- | -------------- | -------------- | --------- | --------- |
| 1    | 2016年6月23日  | 第1話－第2話   | GNXA-1821 | GNBA-2461 |
| 2    | 2016年7月22日  | 第3話－第4話   | GNXA-1822 | GNBA-2462 |
| 3    | 2016年8月24日  | 第5話－第6話   | GNXA-1823 | GNBA-2463 |
| 4    | 2016年9月28日  | 第7話－第8話   | GNXA-1824 | GNBA-2464 |
| 5    | 2016年10月20日 | 第9話－第10話  | GNXA-1825 | GNBA-2465 |
| 6    | 2016年11月18日 | 第11話－第12話 | GNXA-1826 | GNBA-2466 |

## 備註
1. ↑  此网站采用“线上游戏的队友不可能是女生?”的译名。
2. ↑  第1-3卷中工会名称翻译为「陣列貓」（Array Cats），第4卷起翻译變為「後巷貓」（Alley Cats），因文中御圣院杏提到“后巷猫就是野猫的意思”。日文中Array Cats和Alley Cats读音均为アレイキャッツ。因此「陣列貓」與「後巷貓」在文中含義一致，均指主角們所處的工會。

## 外部連結
- 線上遊戲的老婆不可能是女生？｜電撃文庫官方網站 （页面存档备份，存于） （日語）
- 電視動畫「線上遊戲的老婆不可能是女生？」官方網站 （页面存档备份，存于）（日語）
- 電視動畫「線上遊戲的老婆」官方的X（前Twitter）
- 電視動畫「線上遊戲的老婆不可能是女生？」動畫及遊戲Kisekae官方網站 （页面存档备份，存于）